# اولاد فاضل
اولاد فاضل (به عربی: أولاد فاضل) یک شهرداری در الجزایر است که در استان باتنه واقع شده‌است.